# Vittoria Masotto
Vittoria Masotto es una deportista italiana que compitió en vela en la clase Laser Radial. Ganó una medalla de plata en el Campeonato Mundial de Laser Radial de 1982 y una medalla de bronce en el Campeonato Europeo de Laser Radial de 1982.

## Palmarés internacional
| Campeonato Mundial | Campeonato Mundial   | Campeonato Mundial | Campeonato Mundial |
| Año                | Lugar                | Medalla            | Clase              |
| ------------------ | -------------------- | ------------------ | ------------------ |
| 1982               | Porto Cervo (Italia) | Medalla de plata   | Laser Radial       |
| Campeonato Europeo |                      |                    |                    |
| Año                | Lugar                | Medalla            | Clase              |
| 1982               | Glyfada (Grecia)     | Medalla de bronce  | Laser Radial       |